# The Y's
 (octobre 2012).
Si vous disposez d'ouvrages ou d'articles de référence ou si vous connaissez des sites web de qualité traitant du thème abordé ici, merci de compléter l'article en donnant les références utiles à sa vérifiabilité et en les liant à la section « Notes et références ».
The Y's est un duo de réalisation artistique de pop/R&B composé de Justin Timberlake, James Fauntleroy II  et Rob Knox (associés aux membres de The Underdogs).
En 2008, Rob Knox et James Fauntleroy ont commencé le duo de production The Y's ensemble avec Justin Timberlake.
Le duo de production ont produit la chanson "Love Sex Magic" de la chanteuse Ciara en featuring avec Justin Timberlake et Ils ont produit pour d'autres d'artistes tel que T.I. - "Dead and Gone (feat. Justin Timberlake), Diddy-Dirty Money.